# Helictotrichon talaverae
Helictotrichon talaverae là một loài thực vật có hoa trong họ Hòa thảo. Loài này được (Romero Zarco) Röser mô tả khoa học đầu tiên năm 1989.